# Rolling Fork
Rolling Fork é uma cidade localizada no estado americano de Mississippi, no Condado de Sharkey.

## Demografia
Segundo o censo americano de 2000, a sua população era de 2486 habitantes.
Em 2006, foi estimada uma população de 2195, um decréscimo de 291 (-11.7%).

## Geografia
De acordo com o United States Census Bureau tem uma área de
3,6 km², dos quais 3,6 km² cobertos por terra e 0,0 km² cobertos por água.

## Localidades na vizinhança
O diagrama seguinte representa as localidades num raio de 32 km ao redor de Rolling Fork.